# Куп-Холь
Куп-Холь (тув. Көп хөл) — озеро в Барун-Хемчикском кожууне Республики Тыва.

## Географическое положение
Озеро расположено на в северо-западной части республики, в юго-западной части Западного Саяна на Алашском плато. Озеро окружает горная тундра.

## Географические характеристики
Озеро расположено на высоте 2172 метра над уровнем моря. Имеет овально-треугольную форму, береговая линия довольно ровная. Берега пологие, изрезанные устьями впадающих в Куп-Холь ручьёв, немного заболочены. Длина озера составляет 3,6 километра, ширина — 1,55 километра, площадь — 3,9 км², максимальная глубина составляет 8 метров, средняя — 5-6 метров. Температура воды в июле достигает 15 °C (на глубине 5-6 метров). Дно озера относительно пологое. По происхождению озеро Куп-Холь ледниковое, моренно-подпрудного типа. В связи с деятельностью ледника донные отложения озера представлены валунными суглинками, среди которых преобладают хорошо отмытые песчано-гравийные отложения, присутствуют также включения валунов, гальки и обломочного материала. В мелководной прибрежной части озера ложе галечное, в районах устья ручьёв наблюдаются крупные вкрапления глины. В остальной части озера ложе илисто-глинистое.

### Притоки и сток
В Куп-Холь впадает множество мелких ручьёв. Водосборная площадь водоёма составляет 27,7 км². Озеро сточное, в юго-восточной части из него вытекает река Устю-Ак-Ой.

## Данные водного реестра
По данным государственного водного реестра России относится к Енисейскому бассейновому округу. Речной бассейн озера — Енисей, речной подбассейн озера — Енисей между слиянием Большого и Малого Енисея и впадением Ангары, водохозяйственный участок озера — Енисей от истока до Саяно-Шушенского гидроузла.
Код объекта в государственном водном реестре — 17010300111116100000893.